# Los náufragos (película)
Los náufragos es una película chilena de 1994 dirigida por Miguel Littín y protagonizada por Marcelo Romo y Valentina Vargas.

## Sinopsis
Aron es un chileno exiliado cuyo padre ha muerto durante sus años de ausencia, y cuyo hermano es uno de los miles de "desaparecidos". Aron, de vuelta a su país, se siente como un náufrago perdido en un lugar que no reconoce, tratando de comprender lo sucedido a su familia y al que fue su país.
Tras casi 20 años de exilio, con el regreso de la democracia a Chile, Miguel Littín volvió oficialmente a su país. Previamente había entrado clandestinamente en 1985 para filmar una crónica de la dictadura, osadía que inspiró el libro de Gabriel García Márquez "Aventura de Miguel Littín clandestino en Chile". En "Los Náufragos" reflejó el efecto que había tenido la dictadura de Augusto Pinochet en la sociedad chilena a través del personaje de Aron. 
Según la crítica inglesa, "Los náufragos" es una extraordinariamente oscura y poética película.

## Elenco
- Marcelo Romo - Aron
- Valentina Vargas - Isol
- Luis Alarcón - Sebastián Mola
- Patricio Bunster - Hombre de la estación
- Gregory Cohen - Exequiel
- Adriana Vacarezza - Natacha "Prostituta"
- Bastián Bodenhöfer - Matías Urr
- Myriam Palacios - Asunción
- Mares González - Águeda
- Loreto Valenzuela - Leticia
- Tennyson Ferrada - René
- Domingo Tessier - Padre
- Óscar Hernández - abogado Manuel Agustín Gutiérrez
- Rodrigo Romo - Aron joven
- Roberto Navarrete - Obispo
- Damián Bodenhöfer - Matías Urr "niño"
- Benjamín Littín - Aron niño
- Marcela Mistretta Littín - Isol niña
- Claudia Santelices - "Prostituta 2"
- Consuelo Castillo - "Prostituta 3"
- Cristo Cucumides - "Coronel"
- Cecilia Soler - "medium"
- Pía Salas - "mujer"
- Teresa Maibe - "regenta"
- Sergio Schimed - "soldado"
- Luis Montoya - "hombre 1"
- Miguel Stuardo - "hombre 2"

## Banda sonora
La película contó con una banda sonora mayoritariamente compuesta por el cantautor chileno Ángel Parra y el mismo Miguel Littín. Esta fue lanzada como un disco titulado Los náufragos el mismo año del lanzamiento de la película, en 1994.

## Premios
- Mejor Guion Festival de Cine de Gramado, Brasil 1994.
- Mejor Fotografía Festival Internacional del Nuevo Cine Latinoamericano de La Habana, Cuba, 1994.